# Lauraceae
Lauraceae (породица ловора) обухвата око 55 родова и преко 2.000 врста примитивних скривеносеменица. Породица има космополитско распрострањење, али највећи биодиверзитет достиже у топлим и тропским областима, попут Југоисточне Азије и Бразила. Већина врста породице су зимзелено дрвеће или жбунови, али поједине (попут врста рода Sassafras) су листопадне, а род Cassytha обухвата паразитске лијане.
Дрвеће из породице ловора гради карактеристичне ловорове шуме, присутне на неколико суптропских влажних локалитета на обе хемисфере: у јужном Јапану, централном Чилеу, на Мадагаскару и Макаронезији.
Комерцијално веома експлоатисани родови ове породице су:
- : цимет, касија и камфор
- : ловор
- : авокадо
- : сасафрас

## Списак родова
| - -{Actinodaphne - Adenodaphne - Aiouea - Alseodaphne - Anaueria - Aniba - Apollonias - Aspidostemon - Beilschmiedia - Brassiodendron - Caryodaphnopsis - Cassytha - Chlorocardium - Cinnadenia - Cinnamomum - Clinostemon}- | - -{Cryptocarya - Dahlgrenodendron - Dehaasia - Dicypellium - Dodecadenia - Endiandra - Endlicheria - Eusideroxylon - Gamanthera - Hexapora - Hypodaphnis - Iteadaphne - Kubitzkia - Laurus - Licaria}- | - -{Lindera - Litsea - Machilus * - Mezilaurus - Mocinnodaphne - Mutisiopersea - Nectandra - Neocinnamomum - Neolitsea - Nothaphoebe - Ocotea - Paraia - Parasassafras - Persea - Phoebe}- | - -{Phyllostemonodaphne - Pleurothyrium - Potameia - Potoxylon - Povedadaphne - Ravensara - Rhodostemonodaphne - Sassafras - Sextonia - Sinosassafras - Syndiclis - Triadodaphne - Umbellularia - Urbanodendron - Williamodendron - Yushunia |

}-
(* род Machilus се често укључује у род Persea као подрод)